# Peter Fry
Peter Henry Fry (Leeds, 21 de outubro de 1941) é um antropólogo brasileiro nascido na Inglaterra. É professor de antropologia no Instituto de Filosofia e Ciências Sociais, UFRJ.

## Vida
Peter Henry Fry é antropólogo, nascido na Inglaterra, em Leeds, e é naturalizado brasileiro.  
Formado em 1963 em Antropologia Social em Cambridge, na Inglaterra, concluiu seu doutorado em Antropologia Social na University Of London em 1969, com a tese intitulada "Zezuru Mediums: Spirit Possession and the articulation of consensus among the Zezuru of Southern Rhodesia".
Fry é abertamente homossexual, e possui diversos trabalhos sobre sexualidade. Também foi engajado na militância do incipiente movimento homossexual brasileiro no fim dos anos 70 e começo dos anos 80, tendo sido um dos criadores do jornal Lampião da Esquina. Suas pesquisas englobam também política e religião africanas, relações raciais, línguas africanas no Brasil, entre outras.  

## Realizações
Em 1970, veio ao Brasil para lecionar na UNICAMP , ficando lá até 1983 e tornando-se chefe do departamento de antropologia.
Desenvolveu pesquisas sobre Umbanda e sobre o Cafundó, uma comunidade de negros ex-escravos, relativamente próxima a São Paulo que lhe permitiu um estudo sobre língua africana no Brasil. Em 1993 começou a lecionar a UFRJ, onde encontra-se até hoje. Desenvolveu diversas pesquisas sobre política e democracia em Moçambique, relações raciais no Brasil, sexualidade e religião, assim como crime e doença.

## Prêmios
- Comendador na Ordem do Mérito Científico (2006)[3].
- Prêmio Thomson Reuters de Produtividade e Impacto Científico,na categoria Artes e Humanidades (2006).

## Escritos

### Livros
- Spirits of Protest: Spirit Mediums and the articulation of consensus among the Zezuru of Southern Rhodesia (Zimbabwe). Cambridge: Cambridge University Press, 1976. 189p .
- Para Inglês Ver: Identidade e cultura na sociedade brasileira. Rio de Janeiro: Zahar, 1982. 197p.
- O que é Homossexualidade. São Paulo: Brasiliense, 1983. 125p. (Em coautoria com Edward MacRae)
- África no Brasil: Cafundó. São Paulo e Campinas: Editora da UNICAMP e Companhia das Letras, 1996. (Em coautoria com Carlos Vogt.)  2. ed: Editora Unicamp, 2014. 414p.
- Higher Educaton in Mozambique. Oxford, Maputo: Jame Curry, Uniersidade Eduardo Mondlane, 2003. (Em coautoria com M. Mario, L. Leveye A. Chilundo)
- A Persistência da Raça: Ensaios antropológicos sobre o Brasil e a África Austral. Rio de Janeiro: Civilização Brasileira, 2005. 348p.
- O fio da memória visto por / Peter Fry, Joel Pizzini. Rio de Janeiro: 7 Letras, 2018. 96 p. (Da página 7 à 78, encontra-se o ensaio de Peter Fry intitulado O banzo de Eduardo Coutinho.)

### Coletâneas
- Caminhos Cruzados. São Paulo: Brasiliense, 1983. (Organizado com A . Eulálio, B. Waldman, Carlos Vogt, Edward MacRae, G. Velho, M. D. Campos e M. Corrêa.)
- Pluralismo, Espaço Social e Pesquisa. São Paulo: Hucitec & ANPOCS, 1995. 351p. (Organizado com E. Reis e M. H. T. Almeida.)
- Política e Cultura: visões do passado e perspectivas contemporâneas. São Paulo: HUCITEC & ANPOCS, 1996. 283p. (Organizado com E. Reis e M. H. T. Almeida.)
- Fazendo antropologia no Brasil. Rio de Janeiro: DP&A, 2001. (Organizado com N. Esterci e M. Goldenberg.)
- Divisões Perigosas: Políticas Raciais no Brasil Contemporâneo. Rio de Janeiro: Civilização Brasileira, 2007. (Organizado com Yvonne Maggie, Simone Monteiro e Ricardo Ventura Santos.)